# Krav Maga Survival
Krav Maga Survival er en moderne Krav Maga (Nærkamp/Selvforsvar) løsning. Krav Maga Survival bygger på eksisterende Krav Maga systemer og en fortløbende udvikling inspireret af bl.a. Hisardut, Kyokushin Karate, MMA, samt erfaringerne fra grundlæggerne af Krav Maga Survival, de mestre der fungerer som tekniske rådgivere, input fra instruktører, elever og eksterne seminarer. Krav Maga Survival bruger aktivt idéen om taktisk overlevelses (Tactical Survival). Krav Maga Survival løsningen bygger på udveksling af teknikker og viden, samt at tage ved lære fra andre nærkamp/selvforsvars løsninger. Krav Maga Survival løsningen består udelukkende af oprejst nærkamp for elevgrader. Løsningen bygger på ”KISS” doktrinen – ”Keep It Simple – Stupid” og skal altid være enkel at udføre. Målet er, at eleven tilegner sig en effektiv selvforsvars og aktiv nærkamps løsning i løbet af kort tid.
| Citat | Vi vil acceptere enhver teknik, der er enkel, effektiv og bedre end nogen eksisterende teknik | Citat |
| Taiyo |                                                                                               |       |

| Citat                  | Enhver potentiel farlig konfrontation der ender uden kamp – er en sejr | Citat |
| Sun Tzu – Krigskunsten |                                                                        |       |

## Historie

### Inspiration og Oprettelse
Krav Maga Survival blev grundlagt i anerkendelse af de israelske mestre, som kom frem med deres idéer og brugte deres erfaring til at udvikle et succesfuldt system, som gav deres målgruppe et brugbart værktøj. Med Krav Maga som udgangspunkt og inddragelse af teknikker fra andre velfungerende systemer er Krav Maga Survival løsningen blevet til.  
Grundstenene til Krav Maga Survival blev lagt i 2005 og det har været en fundamental tanke for grundlæggerne af Krav Maga Survival Shihan Tom ”Taiyo” Madsen (6. Dan KMS, 6. Dan IBK Kyokushin, 3. Dan WKA Kickboxing) og Shihan Glenn Jordeim (5. Dan KMS, 5. Dan IBK Kyokushin), at tilpasse teknikkerne, så deres brug ved et givent angreb ikke går ud over, hvad der er forsvarligt i forhold til nødværgeretten. Dette betyder, at Krav Maga Survival løsningen gør brug af proportionalitet ift. situationen. Tilgangen er en hensigtsmæssig adfærd og en proportionel reaktion til et givent angreb under hensyn til angrebets farlighed og angriberens person. Krav Maga Survival organisationen blev en realitet i April 2006.
Taktisk overlevelse (Tactical Survival) er en integreret del af Krav Maga Survival løsningen, som bibringer eleven idéen om altid at have en plan før en potentiel farlig situation opstår, samt hvordan man undgår potentielle farlige situationer.
Målet for Krav Maga Survival løsningen er en fortsat udvikling af de bedste løsninger tilgængelige under betingelserne; realitets baseret – let at lære nærkamp/selvforsvar til professionelle og civile udøvere.

## Koncept
| Citat | Vær aldrig for stolt til at lære mere | Citat |
| Taiyo |                                       |       |

### Fokus
Den praktiske træning i Krav Maga Survival bruger aktivt Knock Down kamp fra Kyokushin karate og traditionel Boksning som værktøj til at tilegne sig den rette kamp bevægelse og evnen til at modstå det fysiske stress i en nærkamps situation.
Der undervises i strategi og taktik mod en og flere modstandere i forskellige situationer og omgivelser (f.eks. bil, bus, elevator, kontor, bar, fly, demonstrationer)
Krav Maga Survival basis løsning er baseret på stående kampteknikker. Gulvkamp teknikker er en del af instruktør og Mester løsningen.
Fokus på stående kampteknikker skal forstås på baggrund af det faktum, at gulvkamp i en situation uden regler mod flere modstandere kan være ekstremt farlig mod selv ”små” modstandere. Selv en let modstander kan give dig et spark i hovedet med fatale konsekvenser og effektivt bruge simple våben som sten og askebægre, når du er immobil på jorden. Ydermere er politi og militær ikke klædt til gulvkamp, idet deres udstyr gør det næsten umuligt at bevæge sig på jorden og rulle rundt uden at pådrage sig skader. Derfor er det essentielt, at eleven intensivt lærer at modstå en modstander, der forsøger at bringe kampen ned på jorden. 
Krav Maga Survival eleven vil lære og få viden om:
- Træfpunkter for optimal effekt
- Kritisk situationsgenkendelse
- Kamp under ekstremt pres
- Positionering, timing og kamperfaring
- Modstå ekstrem stress
- Selvforsvar (”Hagana Atsmit”)
- Situationskontrol

### Løsningen
Krav Maga Survival løsningen består af et antal enkle specificerede teknikker: stande, blokeringer, slag, spark, låse og nedtagninger. Endvidere indbefattes blandt andet teknikker som at nikke en skalde, prik i øjnene, at bide, at kradse, manipulation med små led og ekstreme kontrolgreb. 
Løsningen bygger på ”KISS” doktrinen – ”Keep It Simple – Stupid” og skal altid være enkel at udføre. Målet er at eleven tilegner sig en effektiv selvforsvars og aktiv nærkamps løsning i løbet af kort tid, samt at opbygge en elev der er psykisk og fysisk klar til møde en potentiel farlig situation og om nødvendigt aktivt indgå i nærkamp velforberedt med værktøjer til at løse kritiske situationer både som civil og som professionel.  
Alle teknikker er baseret på naturlige reaktioner og fører mod en optimal afslutning med kontrol. Alle løsninger vil blive trænet igen og igen for at sikre den rette reaktion i en stresset situation.
Enhver teknik der ikke er effektiv eller tvivlet på af den tekniske kommission eller Krav Maga Survival sortbælte mestre vil ikke være en officiel del af Krav Maga Survival løsningen.
Instruktører og mestre vil få viden om håndtering og afvæbning af forskellige våben som knive, pistoler og slagvåben. Kontrol med stav og håndjern er tillige indbefattet.
Krav Maga Survival har et bælte gradueringssystem, hvormed elever kan se, hvor de står og holde motivationen. Dette giver således instruktøren mulighed for nøjagtigt at vide, hvilket niveau eleven kan blive presset på for at få maksimal læring. 
Krav Maga Survival løsningen er ikke baseret på et håb om medynk fra modstanderen, men vil tvinge eleven til at tage føring og skabe sin egen mulighed for sejr. ”Overgivelse er ikke en mulighed.”

## Tactical Survival
Seks-trins nærkampstaktik:
1. Erkend den potentielle farlige situation
2. Hold kontakt afstand
3. Første kontakt: blokér og omdirigere angrebet
4. Angrib samtidigt med trin 3 – skab forvirring
5. Kontrollere, passivisere – dette trin er situationsbestemt og afhænger af angrebet farlighed og angriberens person
6. Afslut situationen – tilkald politi/ løb væk

## Træning
- Fysisk uddannelse og træning
- Teknik træning
- Taktisk træning
- Kamptræning (knock down, Kickboxing, boksning og Krav Maga Survival kamp)
- Slagpuder/sandsæk
- Stress træning og stresshåndtering